# Janneke van Tienen
Janneke van Tienen (ur. 29 maja 1979 w Mill) – holenderska siatkarka, grająca na pozycji libero. Zdobyła złoty medal w FIVB World Grand Prix 2007 oraz wicemistrzostwo Europy 2009 z reprezentacją Holandii. Karierę siatkarską zakończyła po sezonie 2011/2012. W latach 2001–2012 w reprezentacji Holandii wystąpiła w 343 meczach.

## Kluby
| Lata      | Kluby               |
| --------- | ------------------- |
| 1997–2003 | VC Weert            |
| 2003–2005 | USC Münster         |
| 2005–2008 | Martinus Amstelveen |
| 2008–2009 | Despar Perugia      |
| 2011–2012 | Baku VK             |

## Sukcesy klubowe
Superpuchar Holandii:
- 1998, 2006, 2007

Puchar Holandii:
- 2000, 2006, 2007, 2008

Mistrzostwo Holandii:
- 2000, 2006, 2007, 2008
- 2002, 2005

Puchar Niemiec:
- 2004, 2005

Mistrzostwo Niemiec:
- 2004, 2005

Liga Mistrzyń:
- 2009

Puchar Challenge:
- 2012

Mistrzostwo Azerbejdżanu:
- 2012

## Sukcesy reprezentacyjne
Volley Masters Montreux:
- 2007

FIVB Grand Prix:
- 2007

Mistrzostwa Europy:
- 2009

## Nagrody indywidualne
- 2011: Najlepsza libero i przyjmująca Volley Masters Montreux